# Старт (зупинний пункт)
Старт — пасажирський зупинний пункт Коростенської дирекції Південно-Західної залізниці (Україна), розташований на дільниці Звягель I — Житомир між станціями Богунський (відстань — 4 км) і Крошня (4 км). Відстань до ст. Звягель I — 83 км, до ст. Житомир — 8 км.
Розташований у Житомирському районі, поруч із дачним масивом «Соколовський» на північній околиці Житомира.
Відкритий наприкінці XX століття. Плануються роботи з електрифікації дільниці.